# Pacentan
Pacentan is een bestuurslaag in het regentschap Bangkalan van de provincie Oost-Java, Indonesië. Pacentan telt 2948 inwoners (volkstelling 2010).